# Scuola Internazionale Superiore di Studi Avanzati
La Scuola Internazionale Superiore di Studi Avanzati (acronimo SISSA; in inglese International School for Advanced Studies) è un istituto di alta formazione dottorale italiano, a statuto speciale, con sede a Trieste.

## Storia
L'istituzione formale della SISSA avvenne nel 1978, sotto impulso di Claudio Villi, come istituto di ricerca e di perfezionamento post laurea a statuto speciale; ideatore e suo primo direttore fu Paolo Budinich, il quale convinse il governo dell'epoca a includere negli interventi di ricostruzione del post-terremoto in Friuli, la creazione di una scuola su modello della Scuola Normale Superiore di Pisa. Egli fece così confluire nella SISSA la Scuola di perfezionamento in fisica (advanced school of physics), operativa presso il centro di Miramare dal 1964.
La scuola ottenne nel 1987 l'equipollenza fra il titolo di PhD e il titolo di dottore di ricerca, nel frattempo istituito.
A partire dal 1997 iniziò a promuovere attività editoriali proprie proiettandole immediatamente in rete con l'avvio della pubblicazione on line del Journal of High Energy Physics ideato dal ricercatore della SISSA Marco Fabbrichesi.

## Struttura

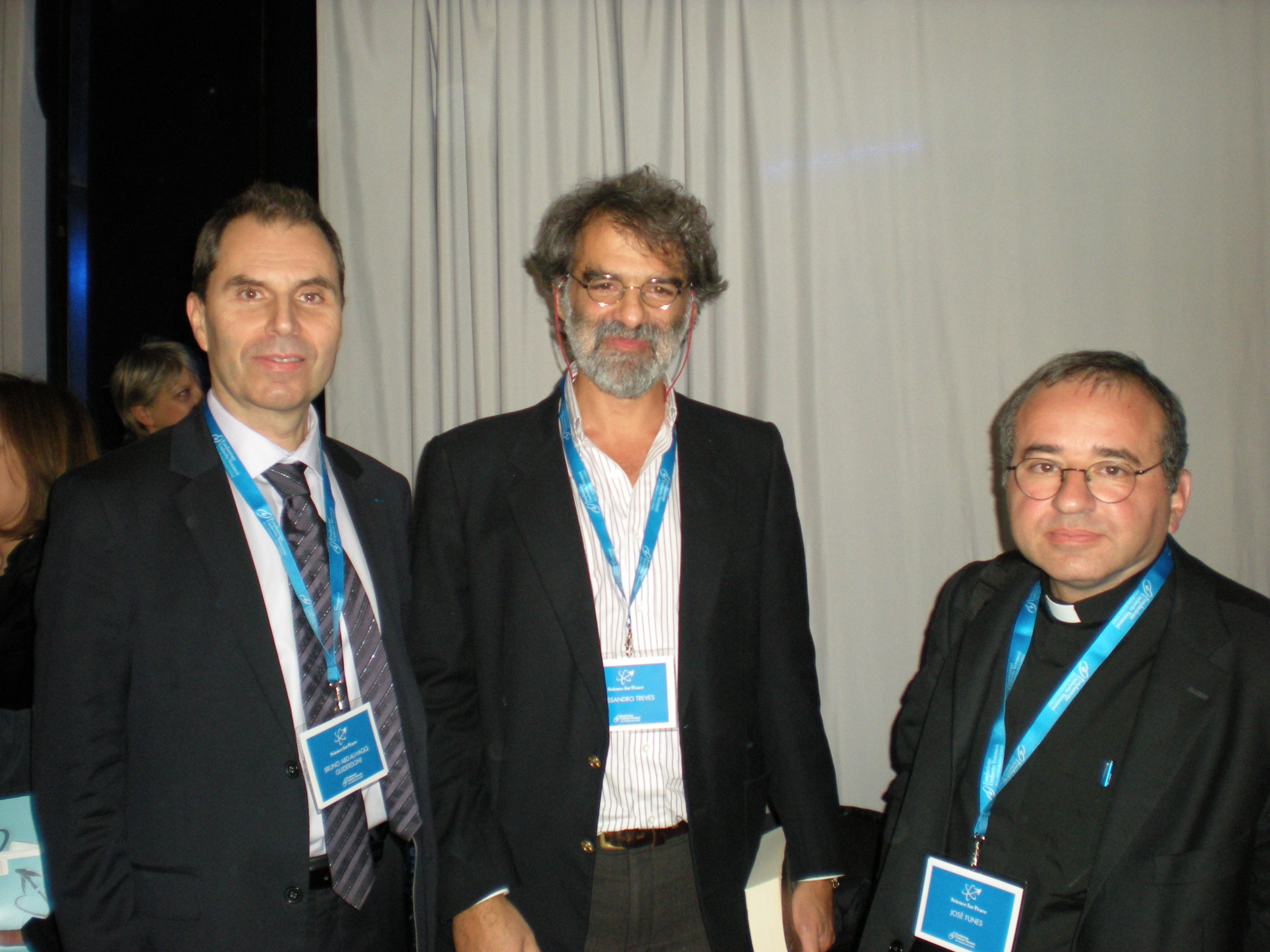
Alessandro Treves, neuroscienziato della SISSA di Trieste, al centro, fra Bruno Guiderdoni, astrofisico francese, e José Gabriel Funes, astronomo e direttore della Specola Vaticana

La sede, dall'inizio del 2010, è situata a cinque chilometri dal centro di Trieste in prossimità della frazione di Opicina e occupa gli edifici e il parco che ospitavano il complesso del sanatorio dedicato a Santorio Santorio, sul pendio che porta all'altopiano carsico.
Le attività della scuola sono articolate nelle aree della matematica, della fisica e delle neuroscienze.

### Sedi
La scuola è dotata di una biblioteca specializzata, una mensa, una palestra e un asilo nido aperto anche alla cittadinanza; a queste si affiancano diverse strutture scientifiche quali laboratori dedicati alle neuroscienze e alla neurobiologia, uno stabulario e un sistema di calcolo ad elevate prestazioni (HPC) da circa 100 Tera FLOPS.

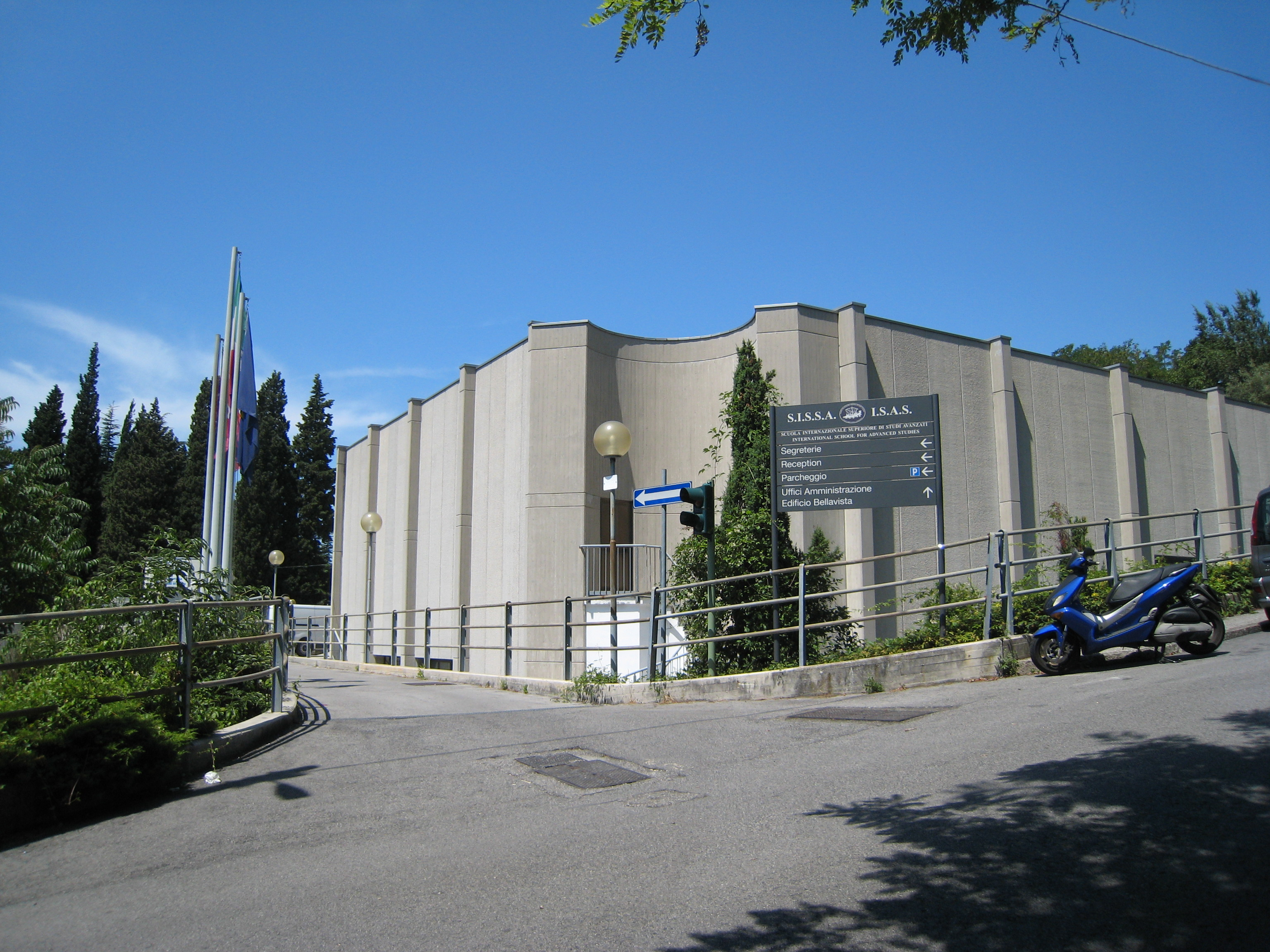
L'entrata dell'edificio principale della sede di via Beirut

#### Sede storica
All'atto della sua costituzione, la scuola fu collocata vicino al parco di Miramare, in prossimità del Centro internazionale di fisica teorica, in modo da favorire la creazione di una comunità scientifica condivisa fra le due istituzioni. Nel corso degli anni la SISSA cambiò due volte sede, fino a trovare la sua collocazione definitiva in una serie di edifici adiacenti, uno dei quali collegato direttamente al centro internazionale di fisica teorica, in via Beirut. All'inizio degli anni 2000, con la creazione dei settori di fisica statistica e biologica e neuroscienze, vi si aggiunsero una struttura in via Lionello Stock nel centro della città per le neuroscienze cognitive e un immobile nell'AREA Science Park per la neurobiologia.

#### Ex sanatorio
L'edificio dell'ex ospedale Santorio, progettato nel 1951 per volere dell'INPS come centro di cura della tubercolosi, fu poi assorbito negli anni settanta dagli Ospedali riuniti di Trieste come polo dedicato alla pneumologia. Mantenne tale destinazione sino all'abbandono del complesso, avvenuto nel 2003. Dopo la chiusura definitiva del comprensorio, si optò di cedere la struttura tramite asta pubblica, nell'ambito del programma di cartolarizzazione della regione Friuli-Venezia Giulia. Ad inizio del 2006, la SISSA incaricò la ditta vincitrice dell'asta per l'attuazione dei lavori e la rimessa in funzione della sede. Il comprensorio così ristrutturato e adattato alla nuova destinazione d'uso fu ultimato nell'estate del 2009 e ceduto alla scuola.

## Direttori
- Paolo Budinich (1978-1986)
- Daniele Amati (1986-2001)
- Edoardo Boncinelli (2001-2004)
- Stefano Fantoni (2004-2010)
- Guido Martinelli (2010-2015)
- Stefano Ruffo (2015-2021)
- Andrea Romanino (dal 2021)